# ソメモノカズラ
ソメモノカズラ（染物蔓、学名：Marsdenia tinctoria R.Br. var. tomentosa Masam.）はキョウチクトウ科のつる植物の一種である。
奄美群島、トカラ列島、琉球諸島、台湾、華南に分布し、藍色染料採取のため利用される。鹿児島県では準絶滅危惧種に指定されている。